# Piton de la Petite Rivière Noire
Piton de la Petite Rivière Noire – szczyt na wyspie Mauritius. Jest to najwyższy szczyt zarówno wyspy, jak i całego państwa Mauritius.